# Biserica Sfânta Treime din Daia Română

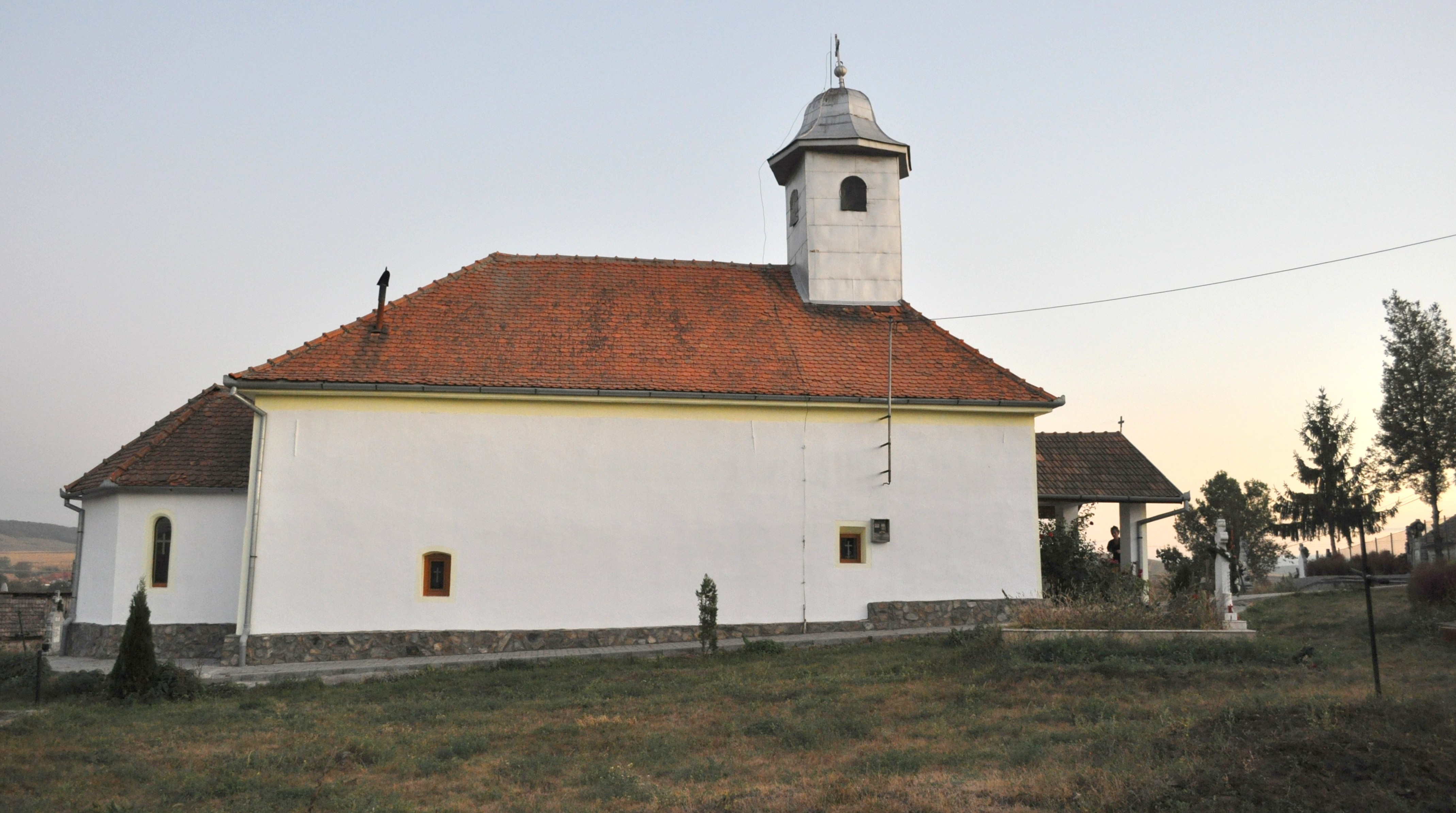
Biserica „Sfânta Treime” din Daia Română, județul Alba, foto: octombrie 2011.

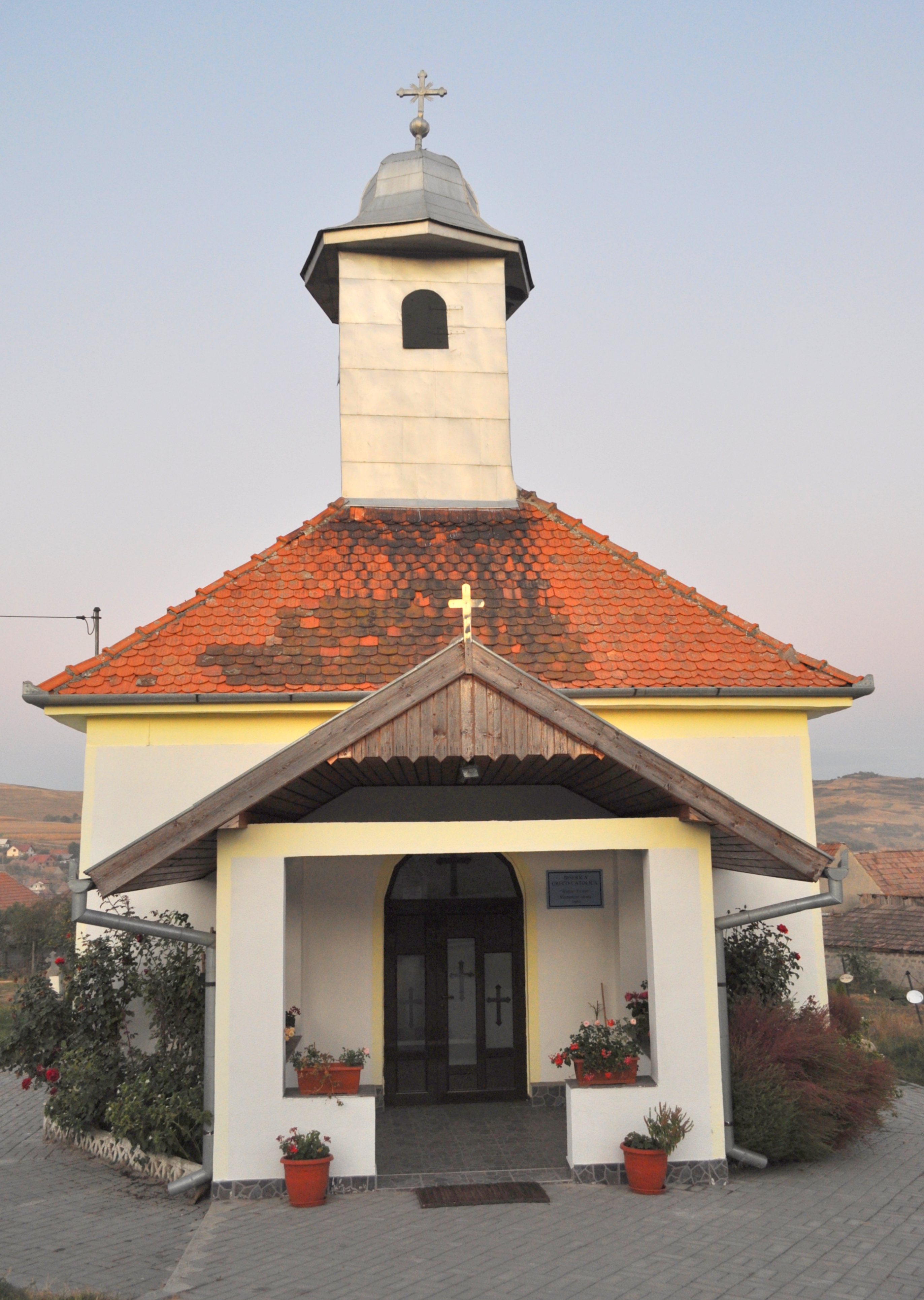
Biserica „Sfânta Treime” din Daia Română, județul Alba, foto: octombrie 2011.

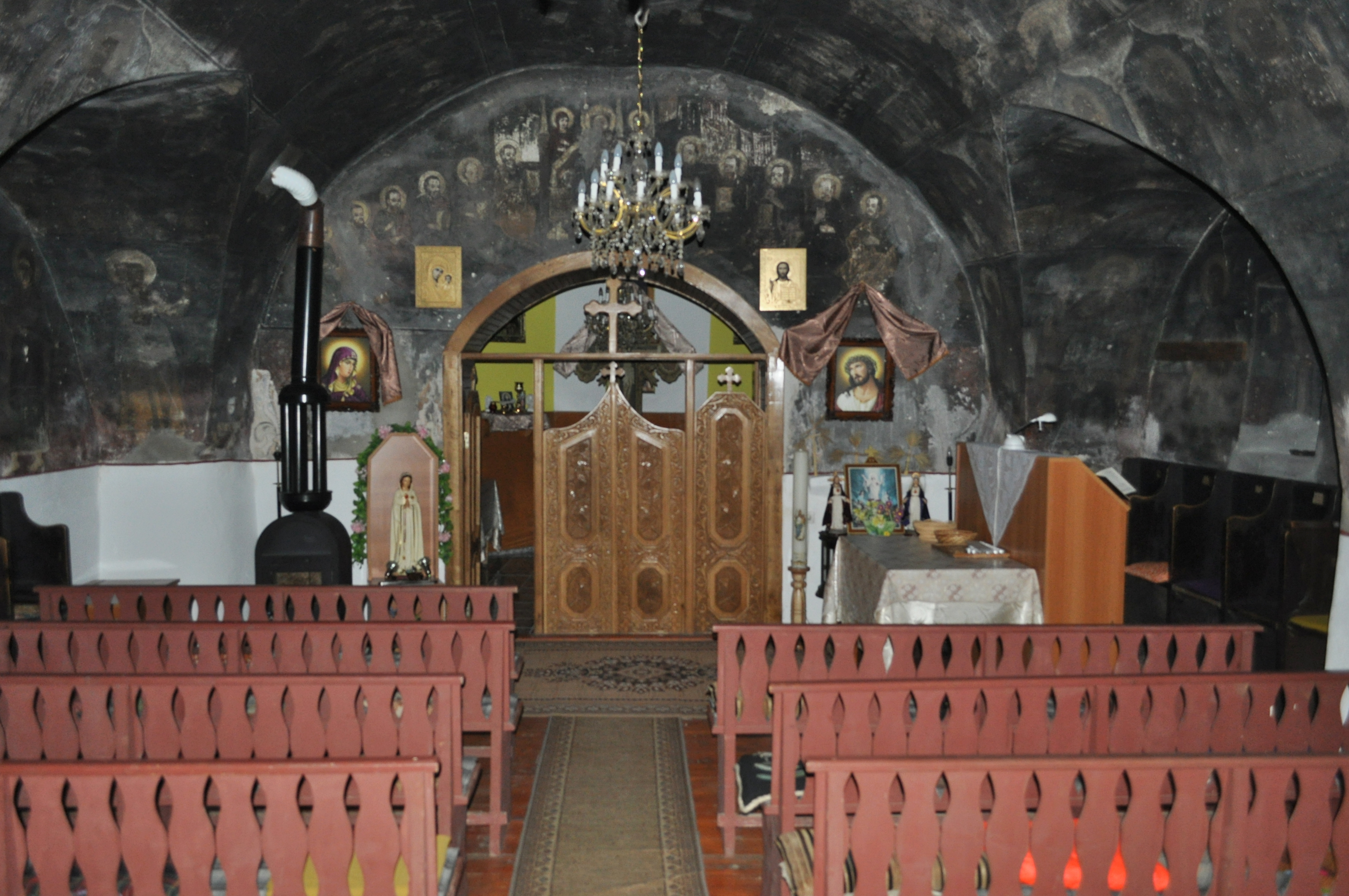
Interiorul navei

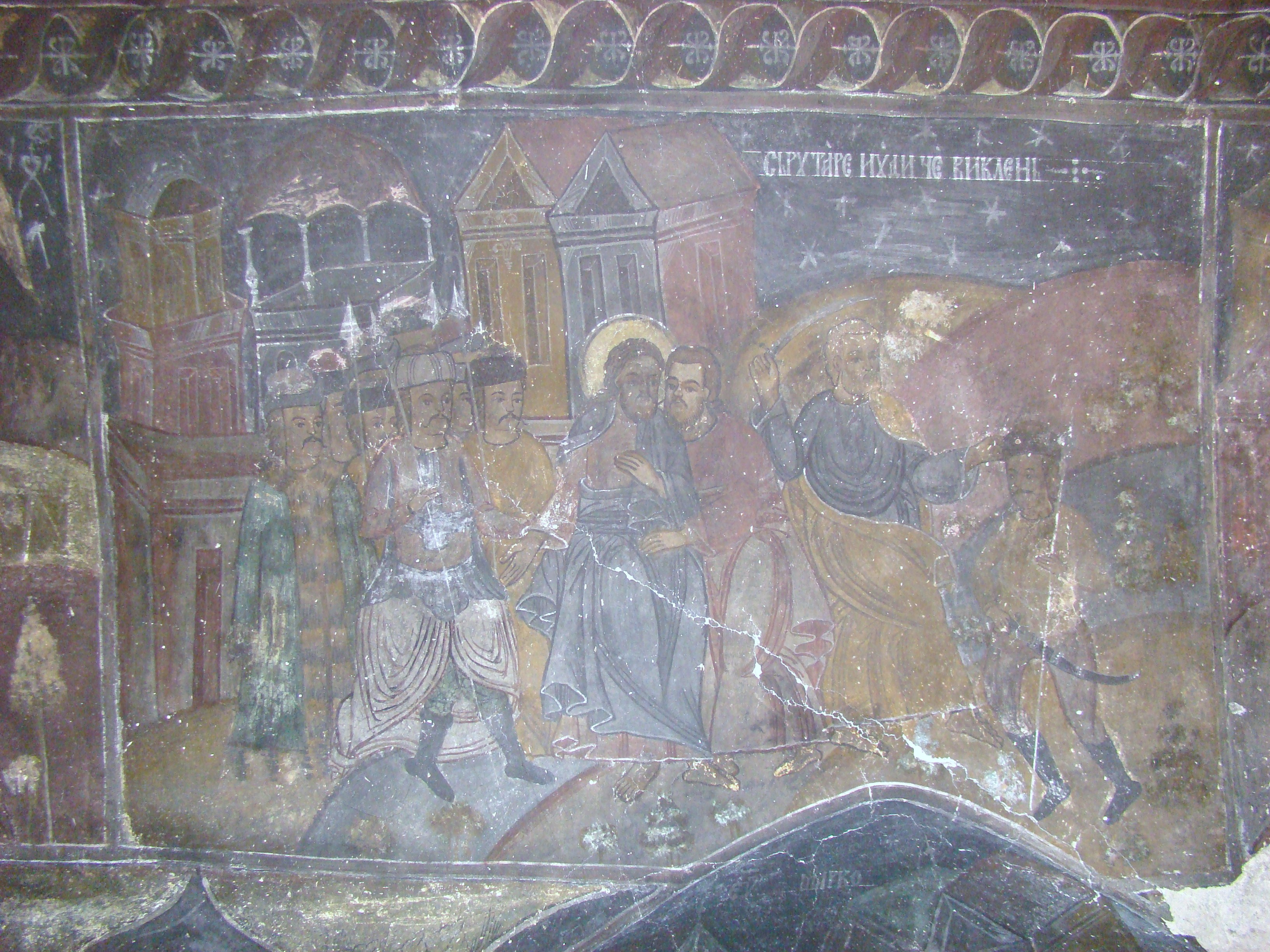
Trădarea lui Iuda

Judecata lui Isus

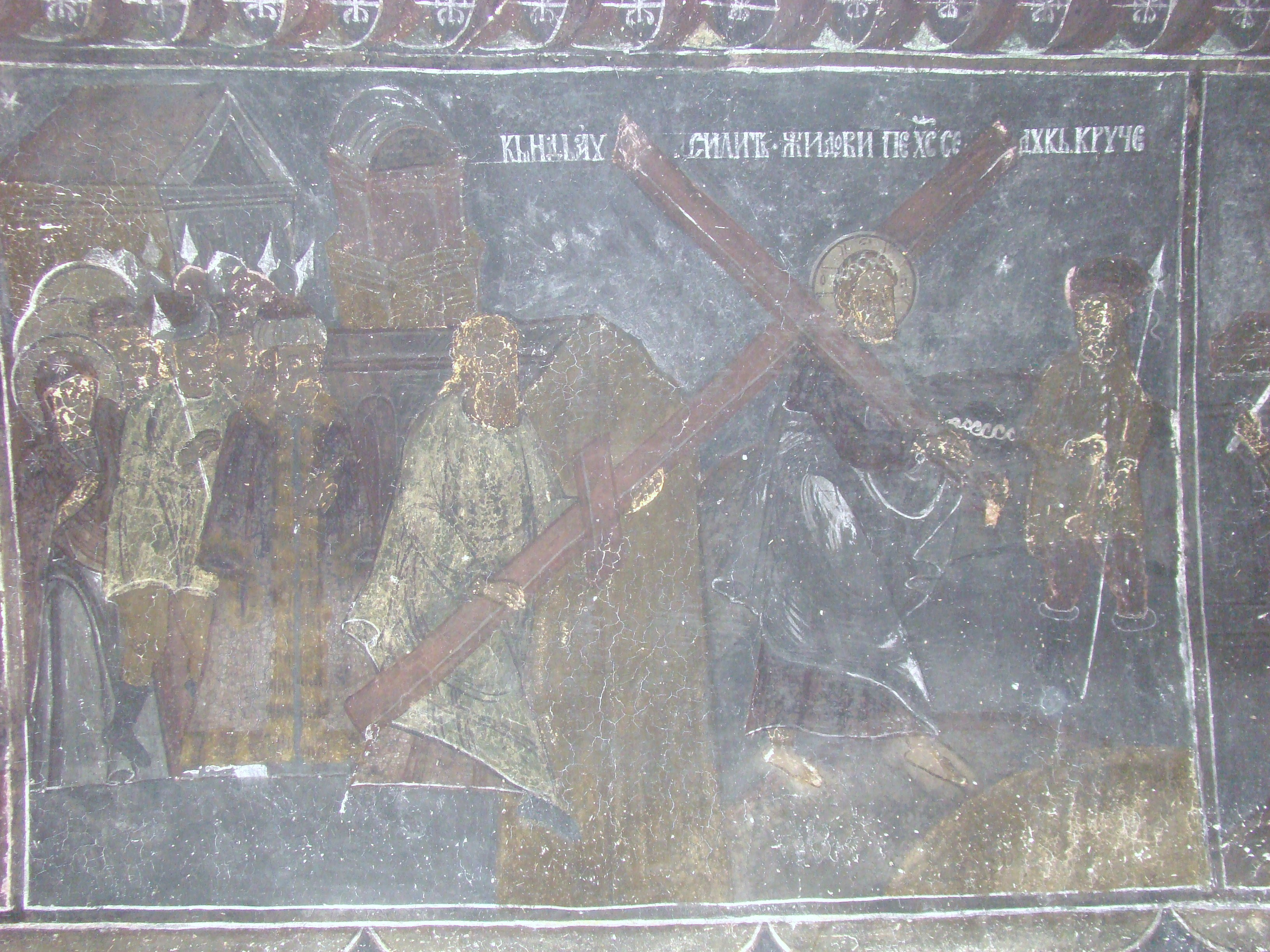
Isus purtând crucea

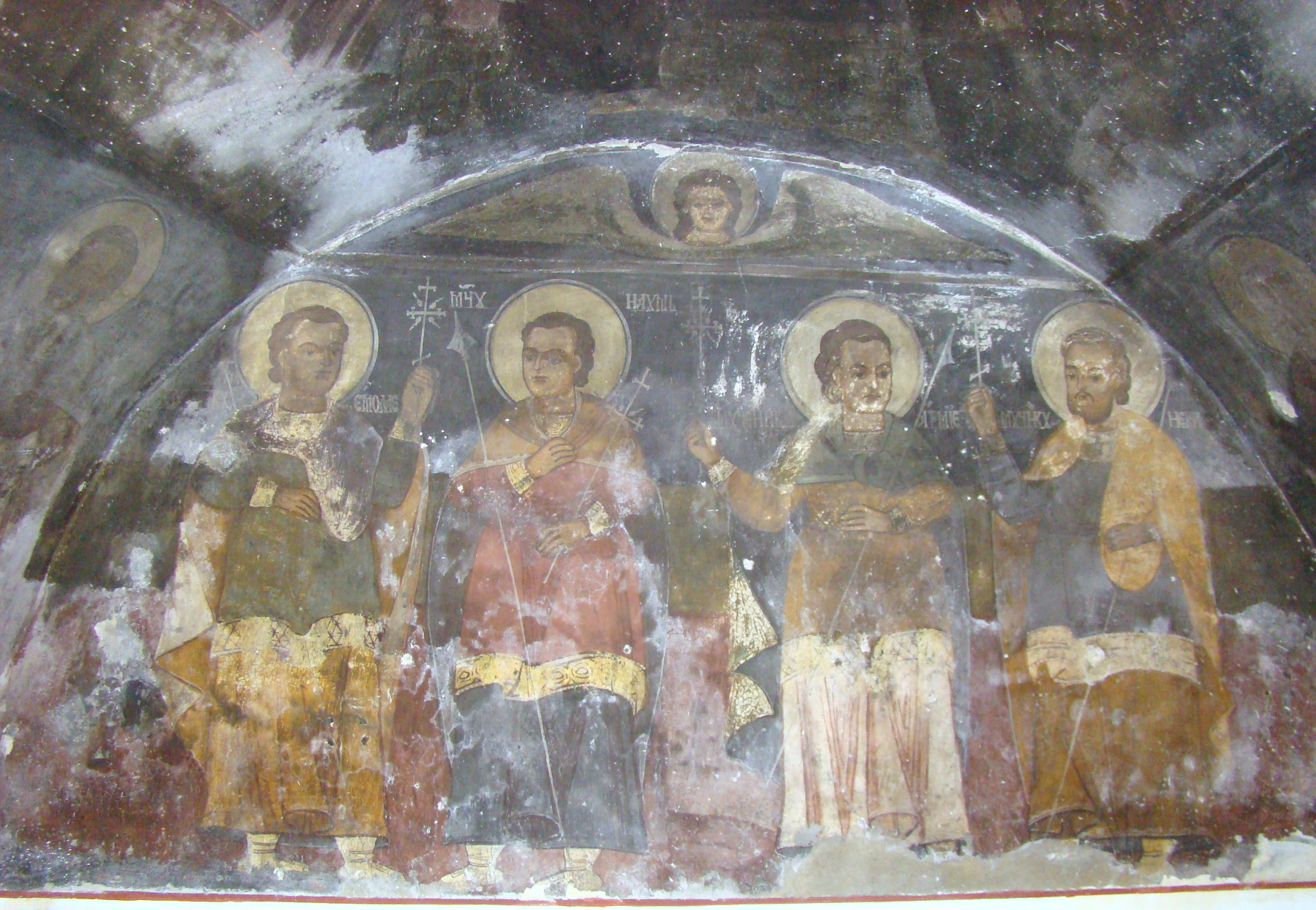
Sfinții Mucenici

Biserica „Sfânta Treime” din Daia Română, județul Alba, este un lăcaș de cult român unit construit în secolul al XVII-lea. Edificiul de cult figurează pe lista monumentelor istorice 2010 sub cod LMI AB-II-m-A-00215.

## Istoric și trăsături
Biserica se înalță la marginea așezării, pe dealul apusean. Din cauza transformărilor survenite de-a lungul timpului, din construcția inițială se mai păstrează nava dreptunghiulară, cu o boltă semicilindrică străpunsă de penetrații, absida poligonală decroșată fiind refăcută la începutul secolului XX, după forma celei vechi, dar la dimensiuni mai reduse. La aceeași dată (1900), intervențiile au inclus și supraînălțarea zidurilor perimetrale cu cărămidă. Prelungirea spațiului spre vest, prin adăugarea pronaosului tăvănit, s-a făcut la o dată necunoscută, în a doua jumătate a secolului al XVIII-lea, fațada de vest a navei devenind peretele despărțitor dintre naos și pronaos. 
Modificările operate în timp asupra monumentului au afectat în mare măsură și decorul mural din interior. Păstrate doar pe boltă și pereții naosului, scenele pictate denotă certe influențe ale artei brâncovenești.
În cimitirul din jurul bisericii mai pot fi văzute, înfipte în pământ, formele curioase ale unor blocuri de piatră ovoidale, vestigii ale căror proveniență și destinație trebuie puse mai degrabă în legătură cu prelucrarea lor ca materiale în construcția lăcașului, decât pentru a fi folosite ca însemne de mormânt în vremurile de odinioară.

## Imagini din exterior

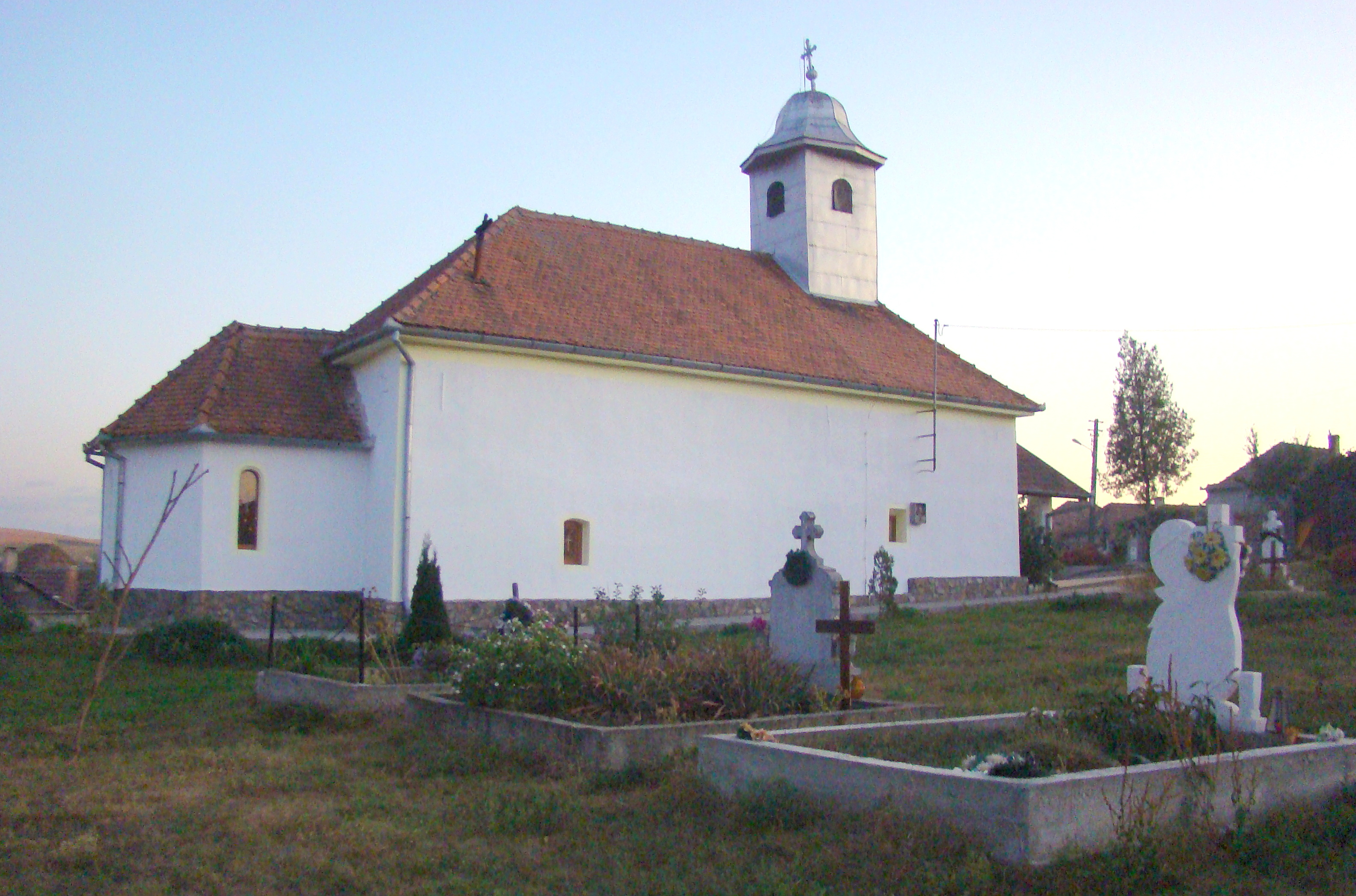
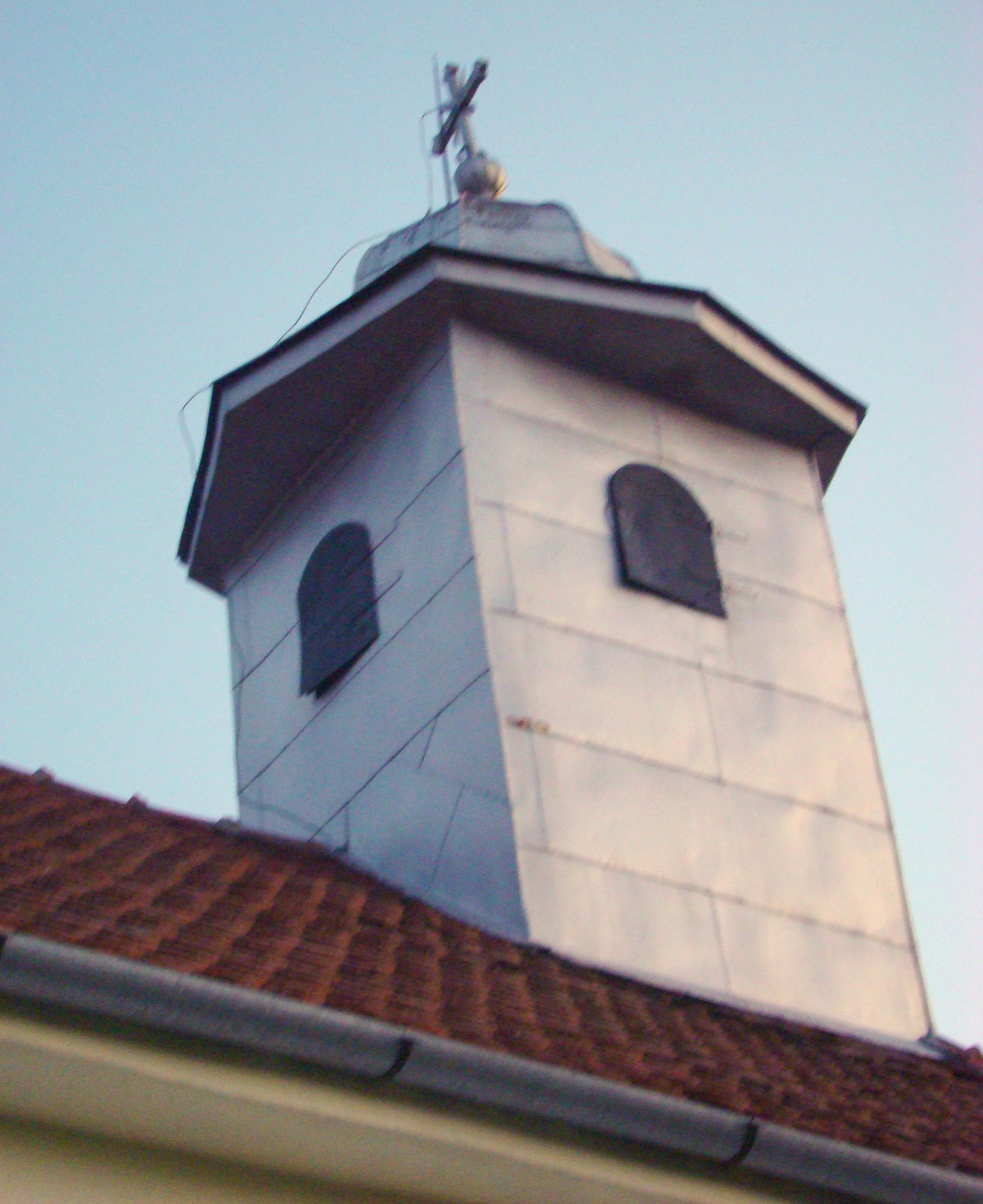
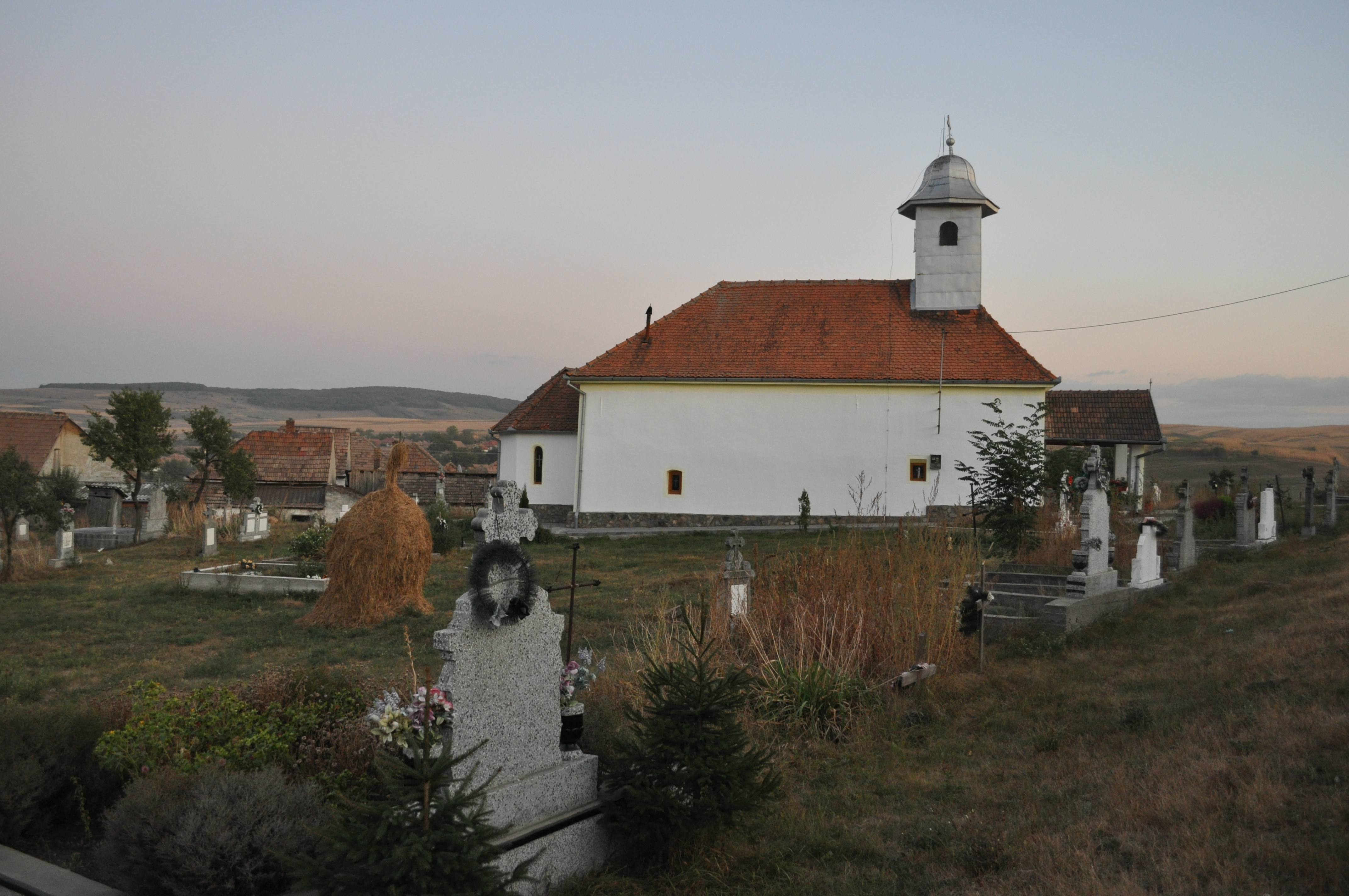

## Imagini din interior

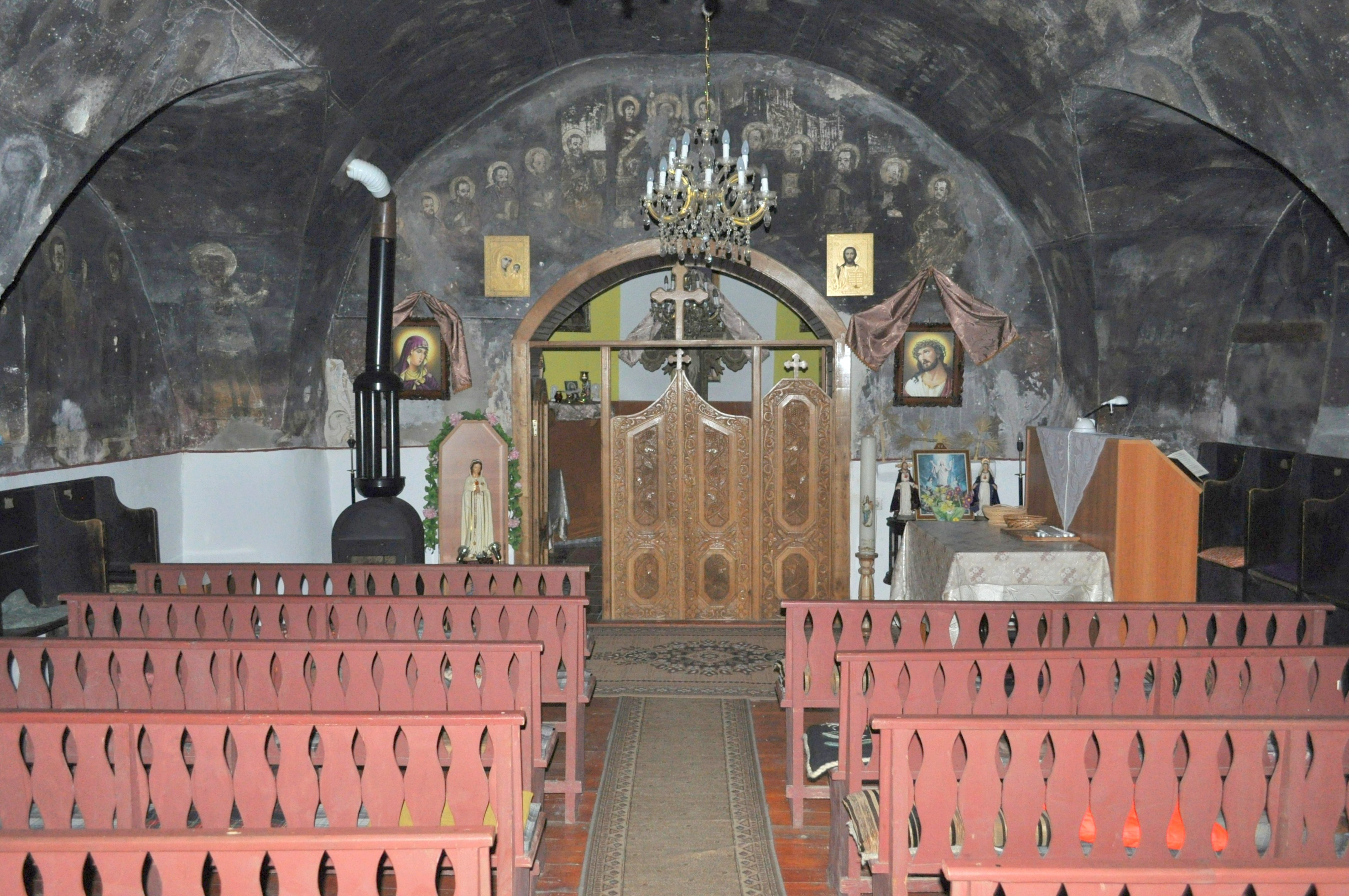
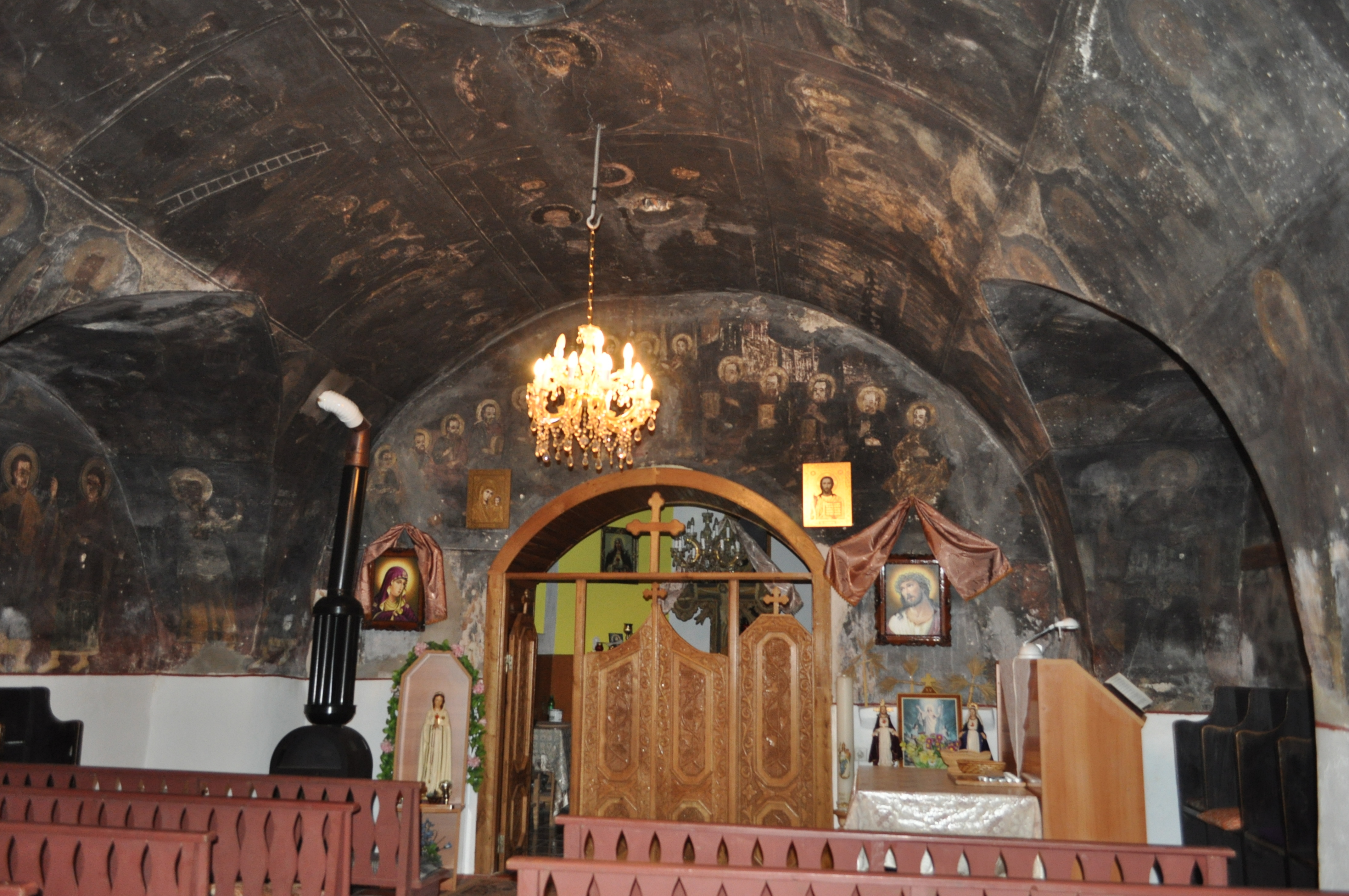
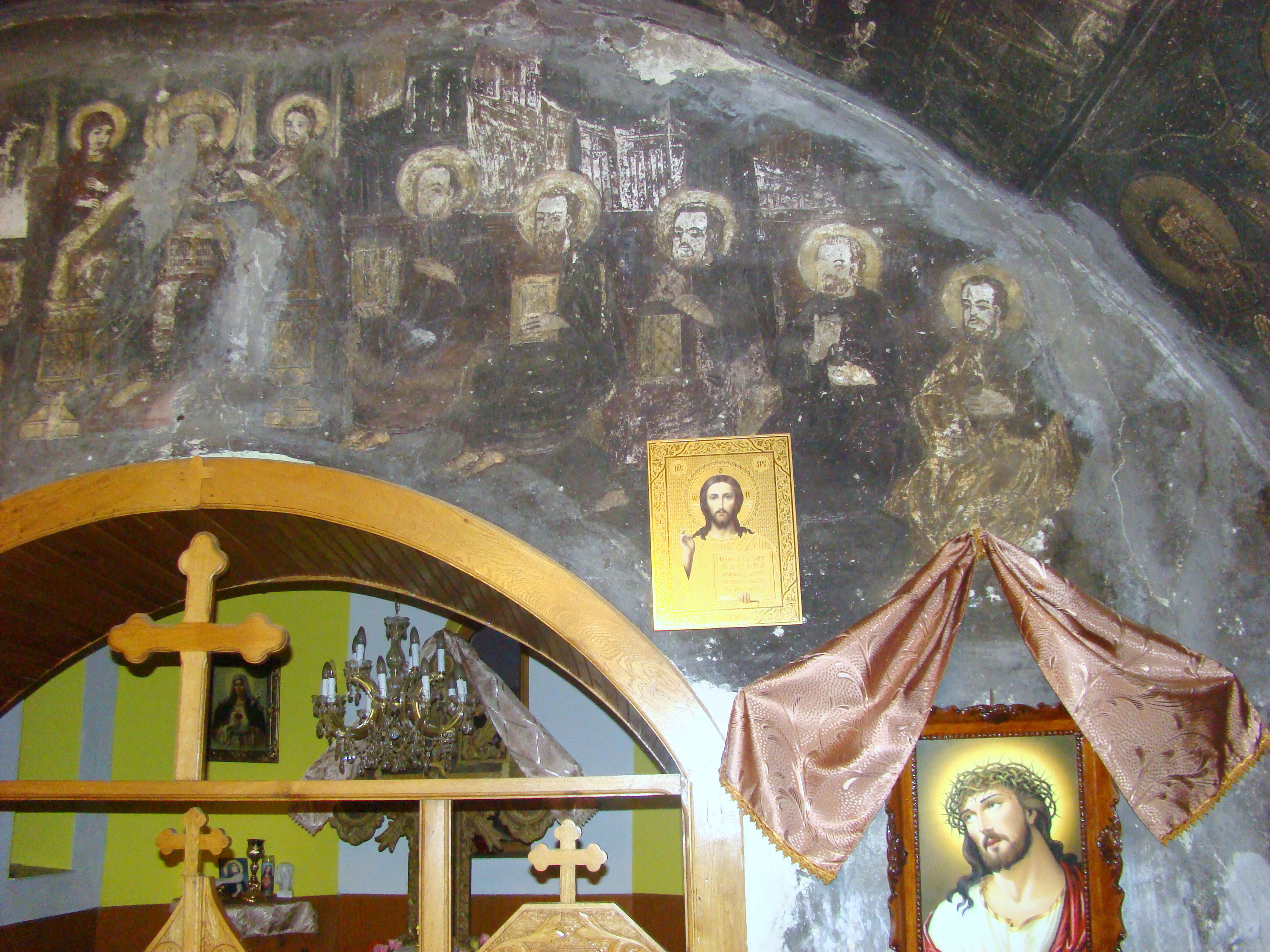
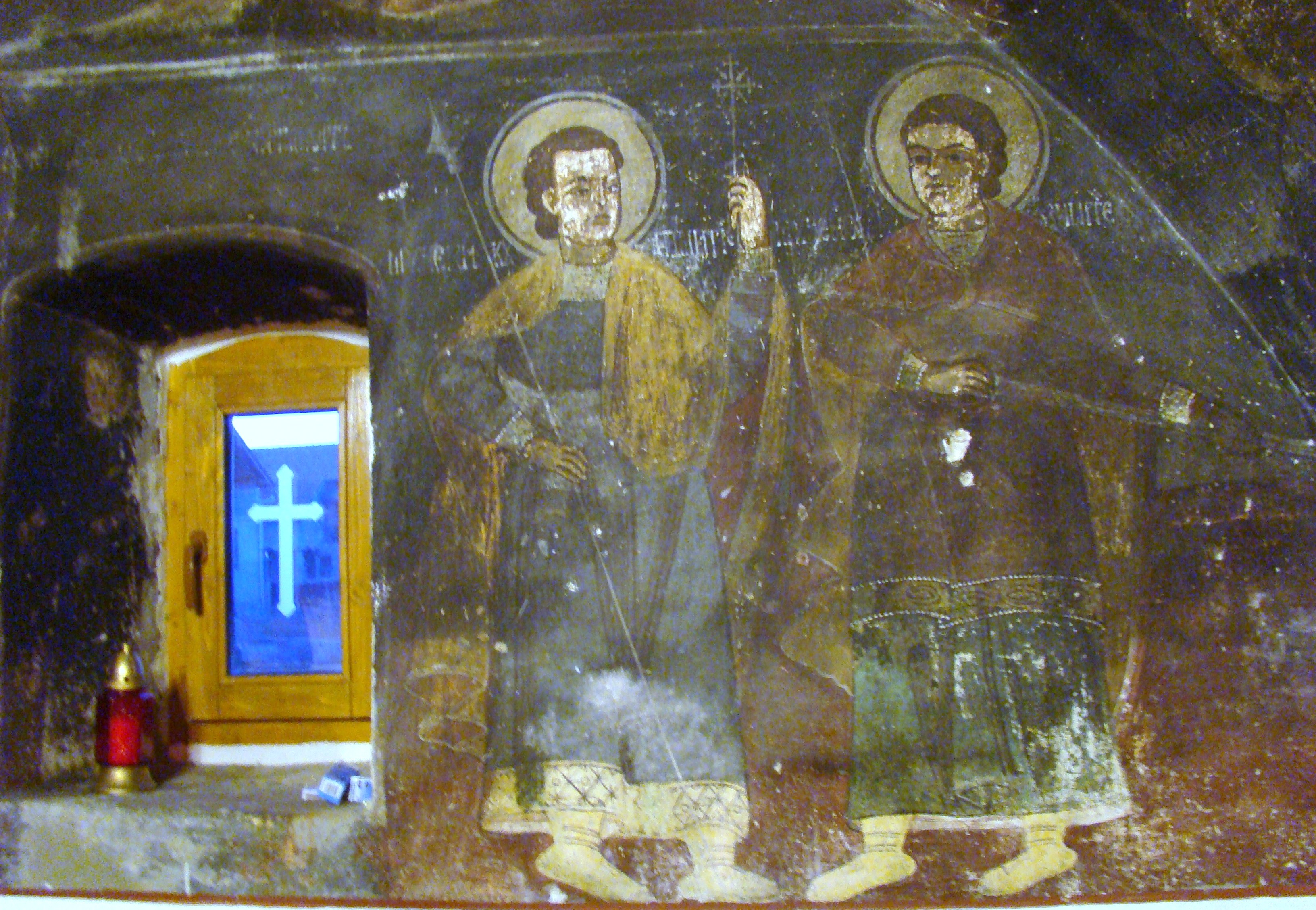
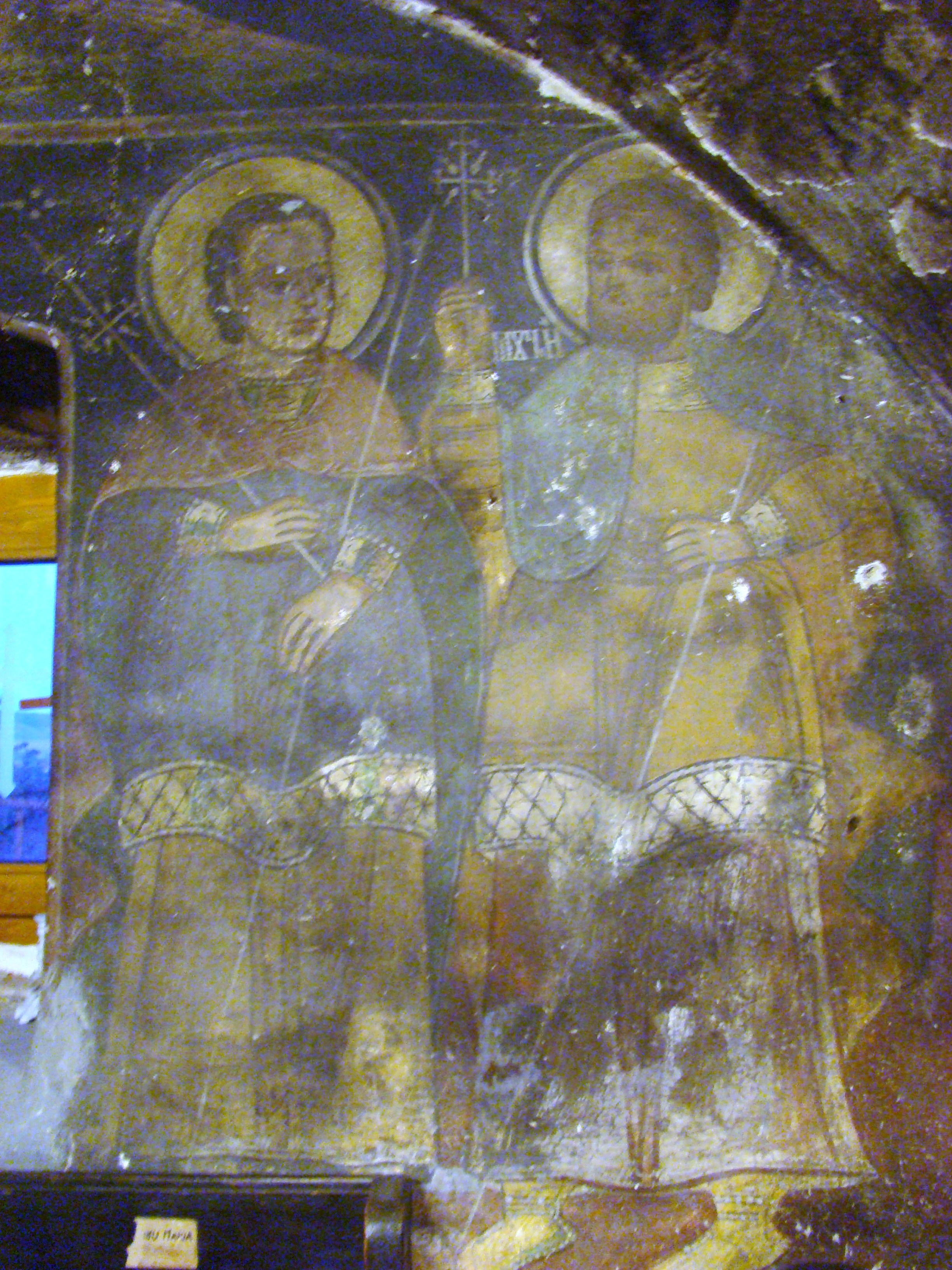
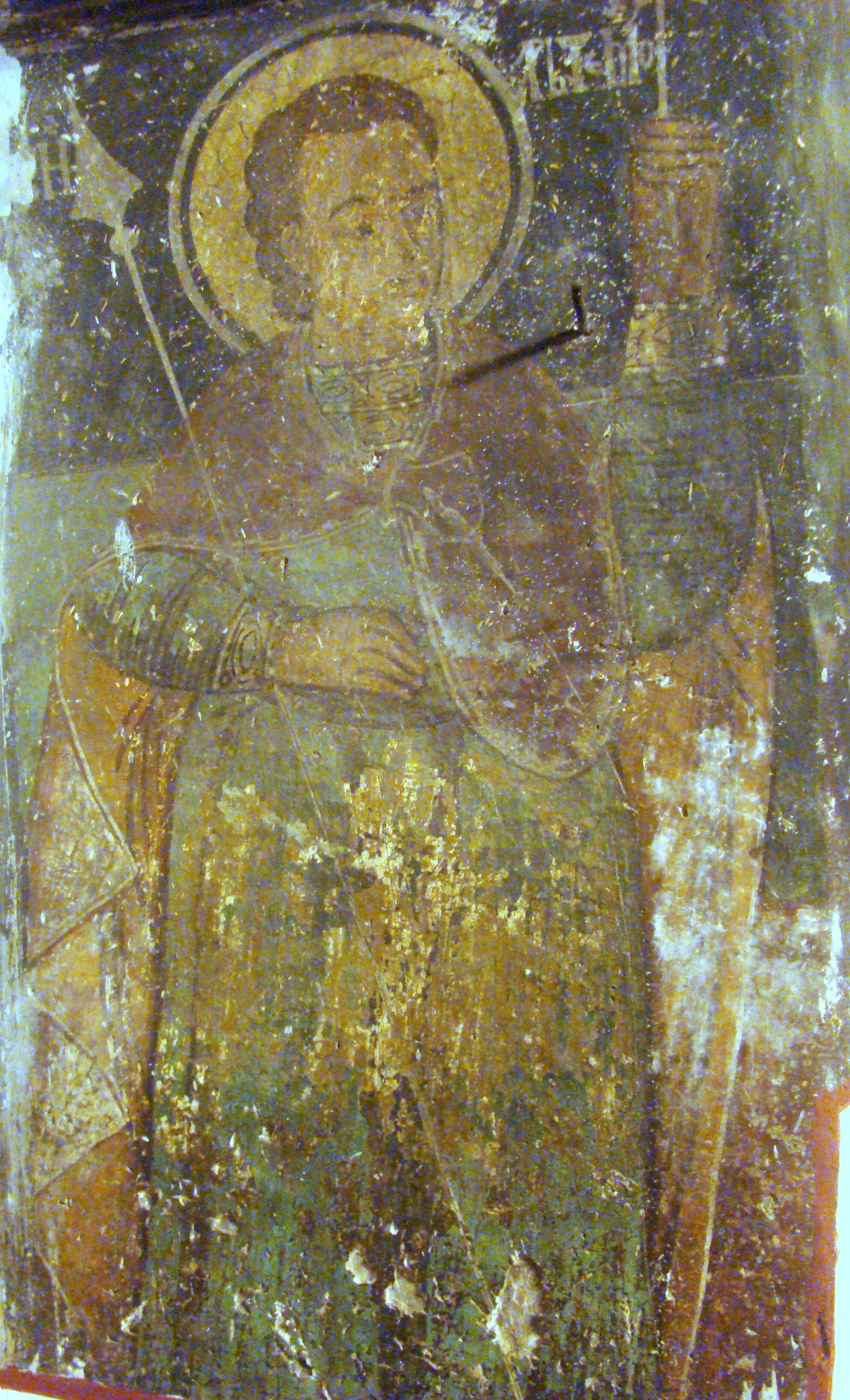
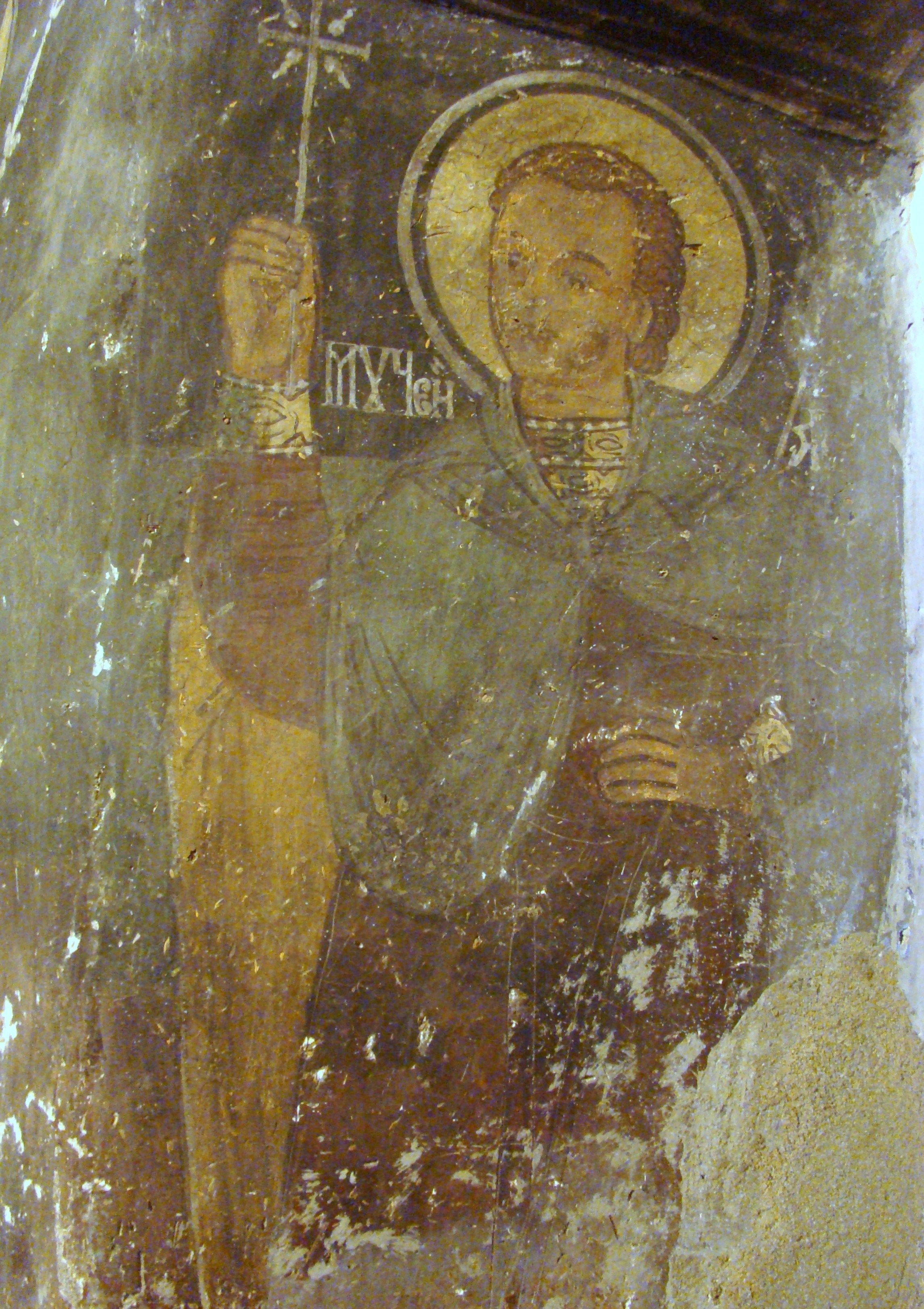
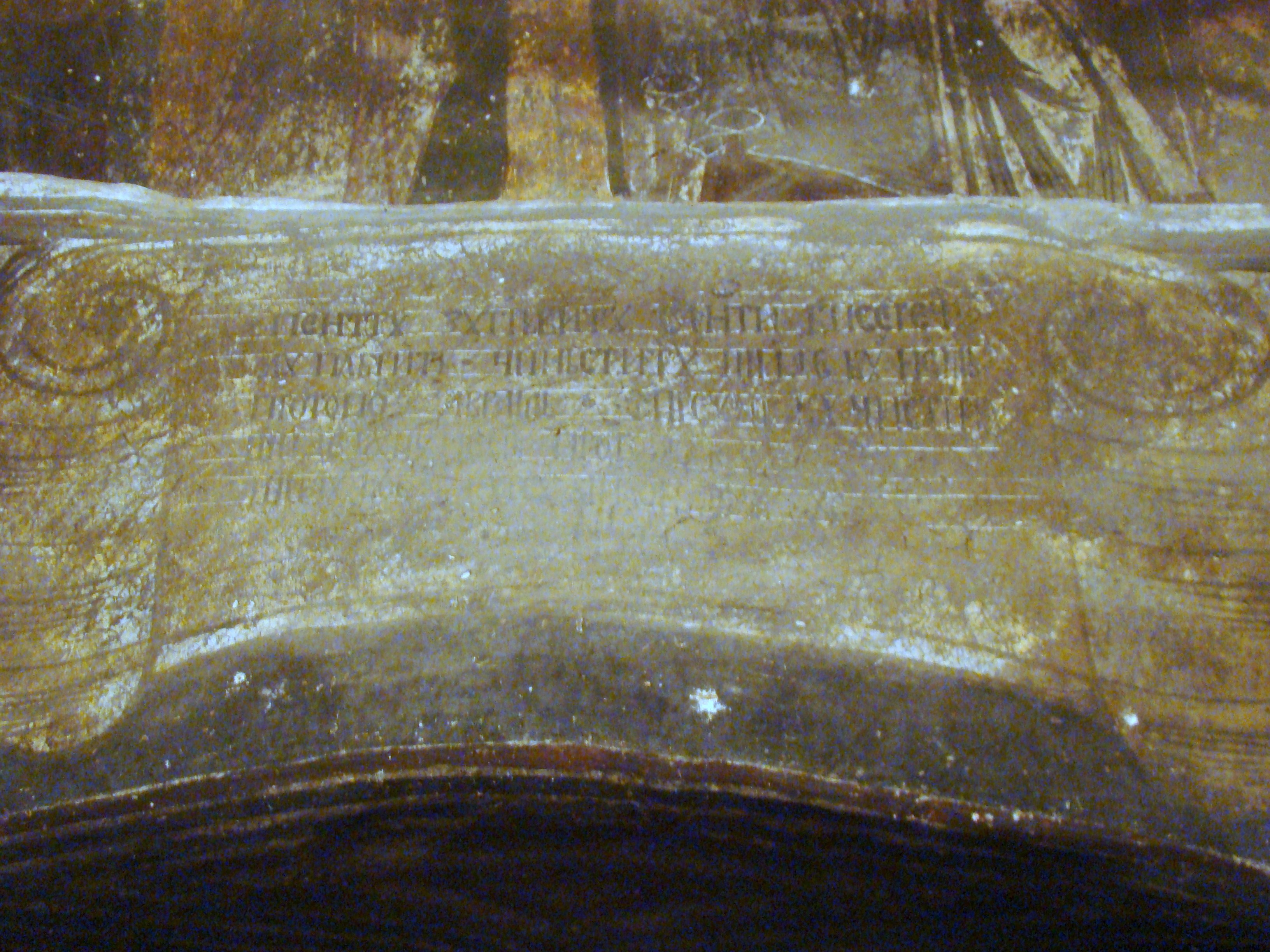
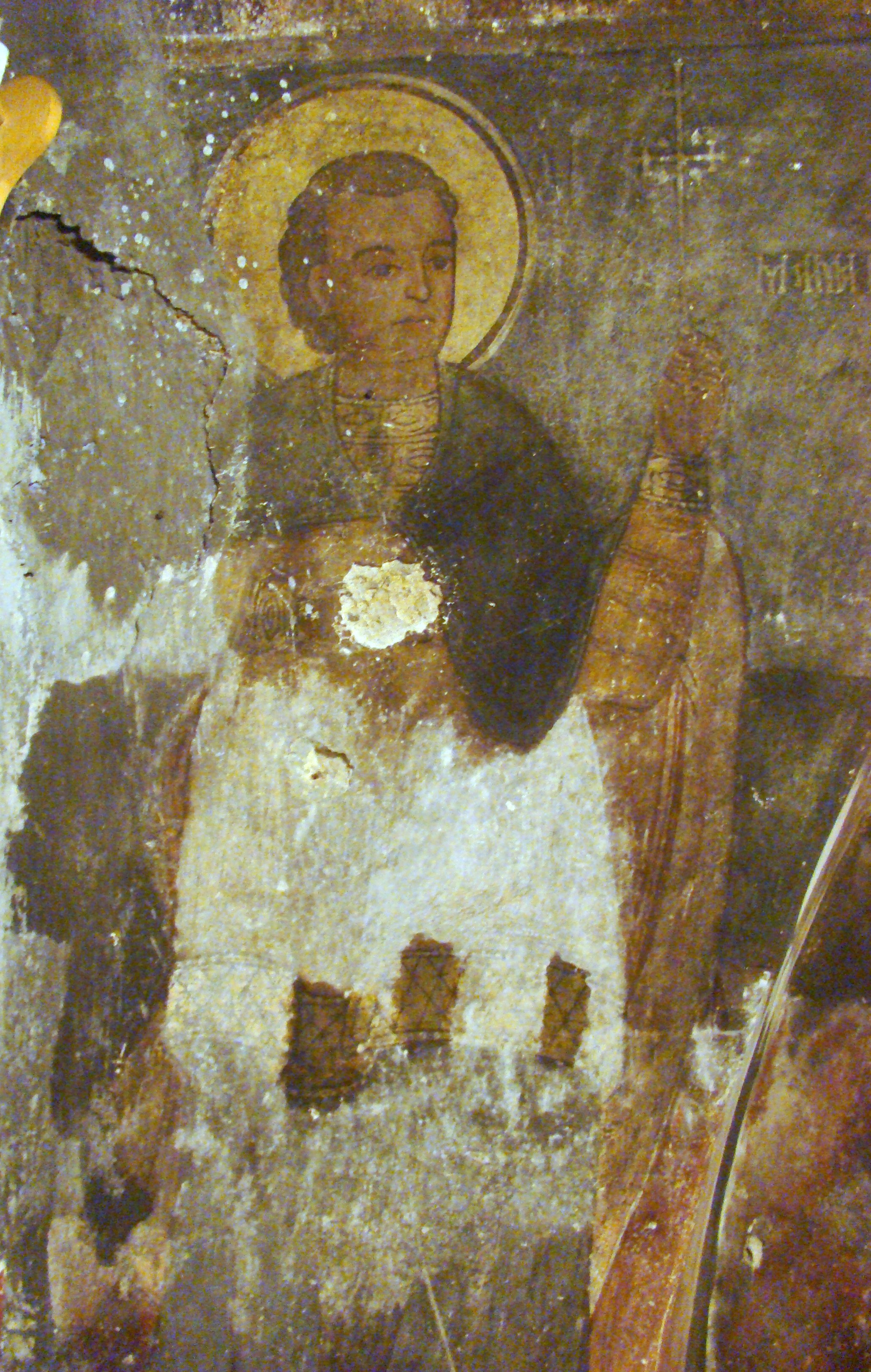
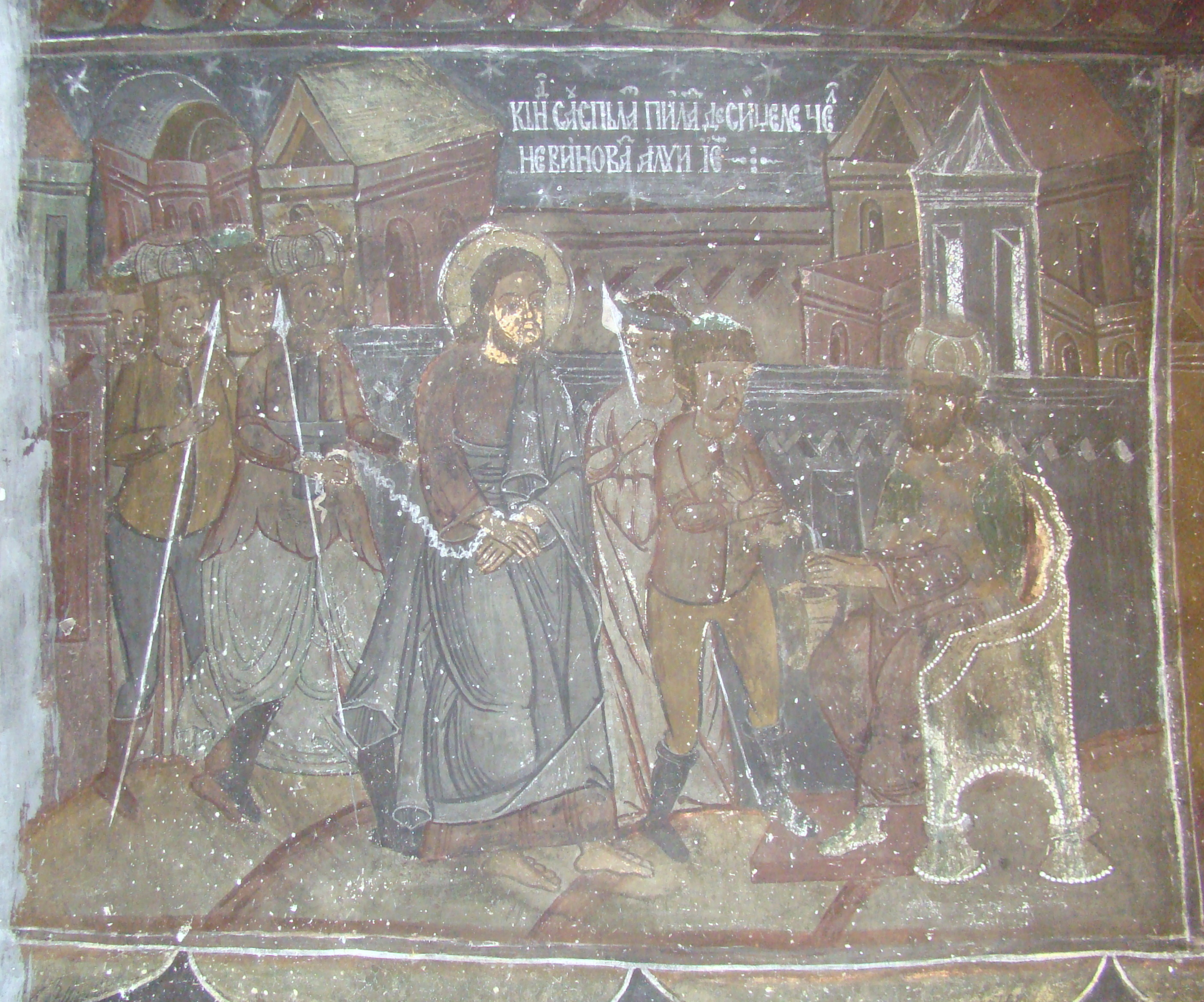
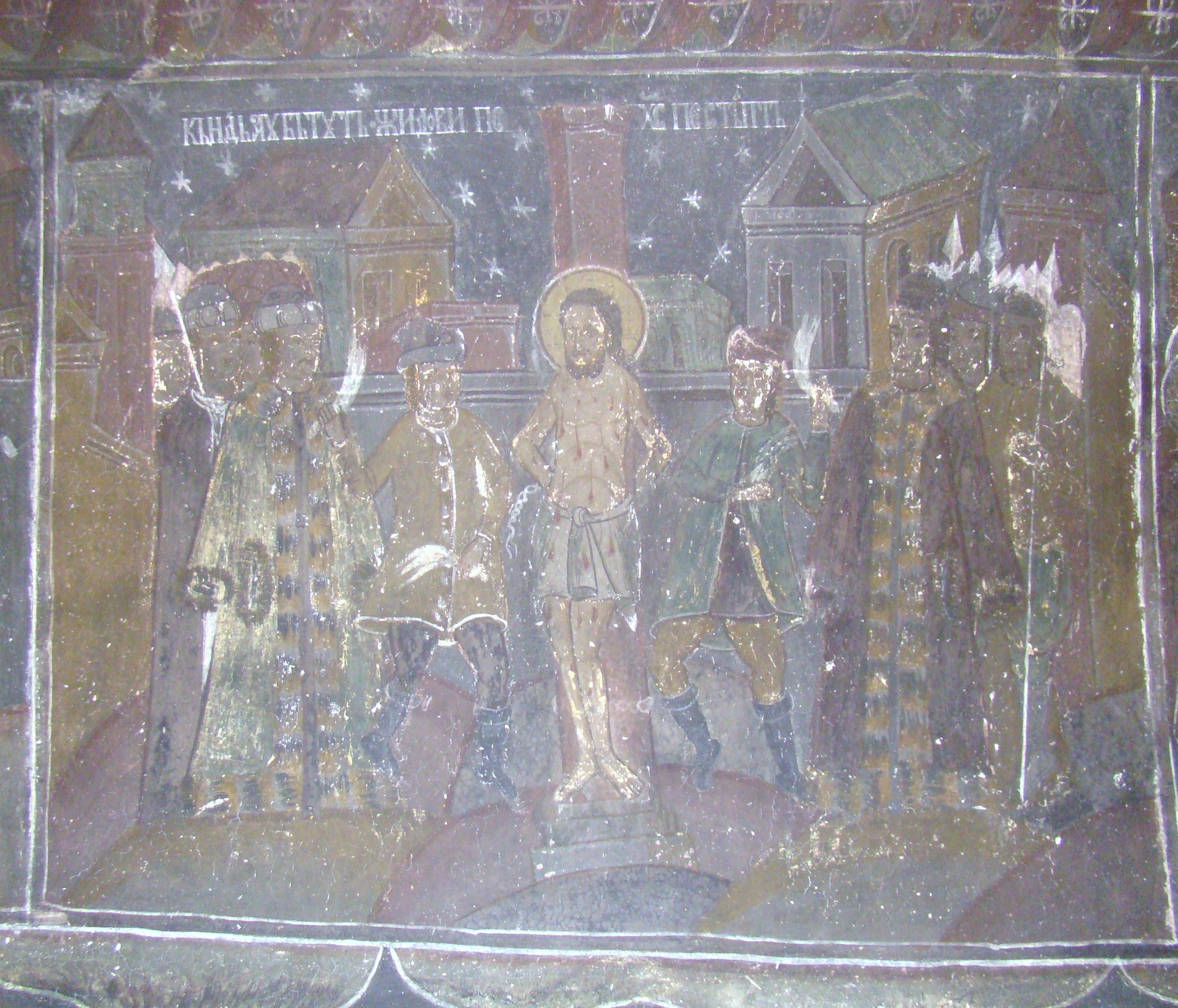
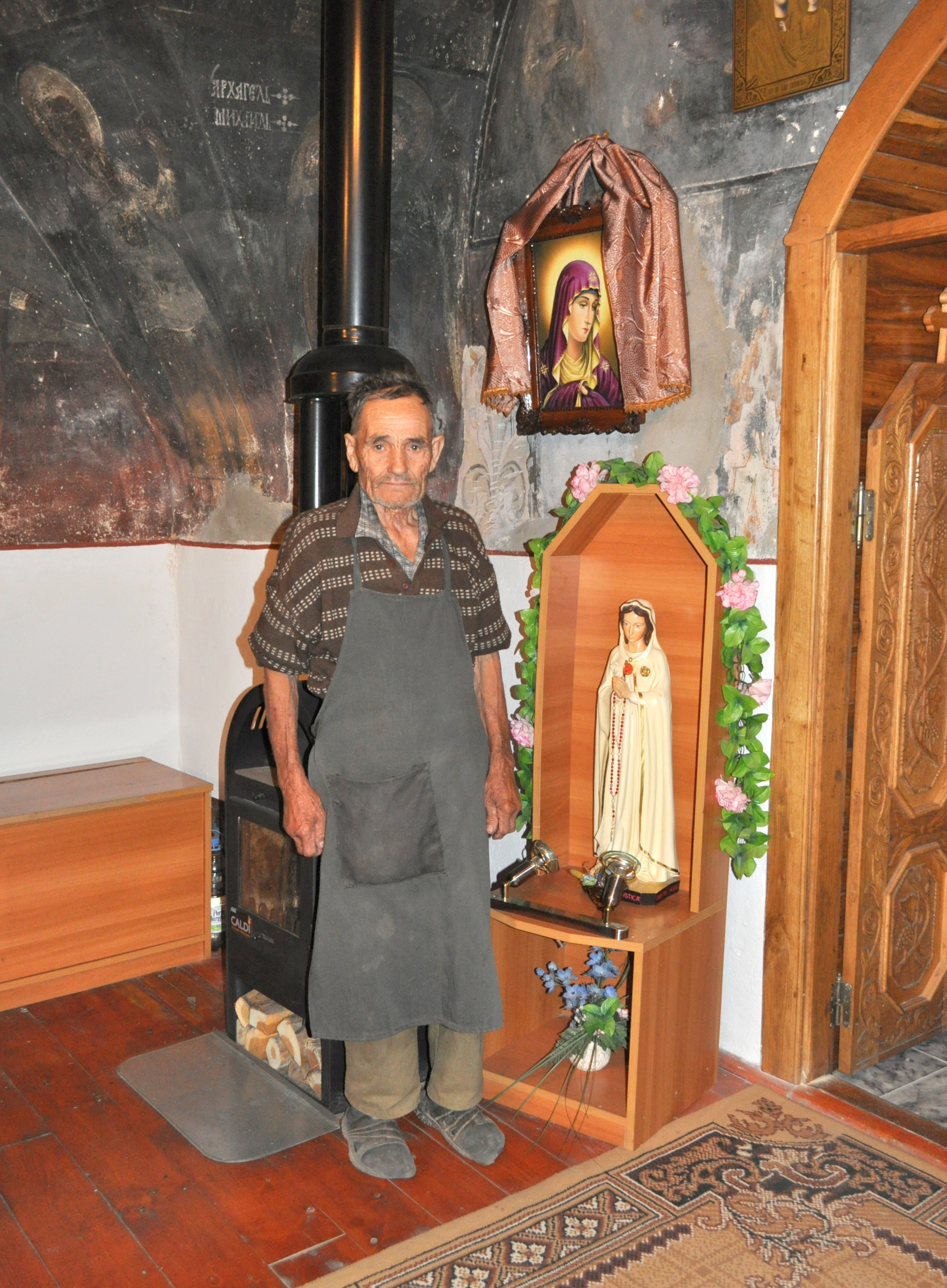
Clopotarul Dan Ion
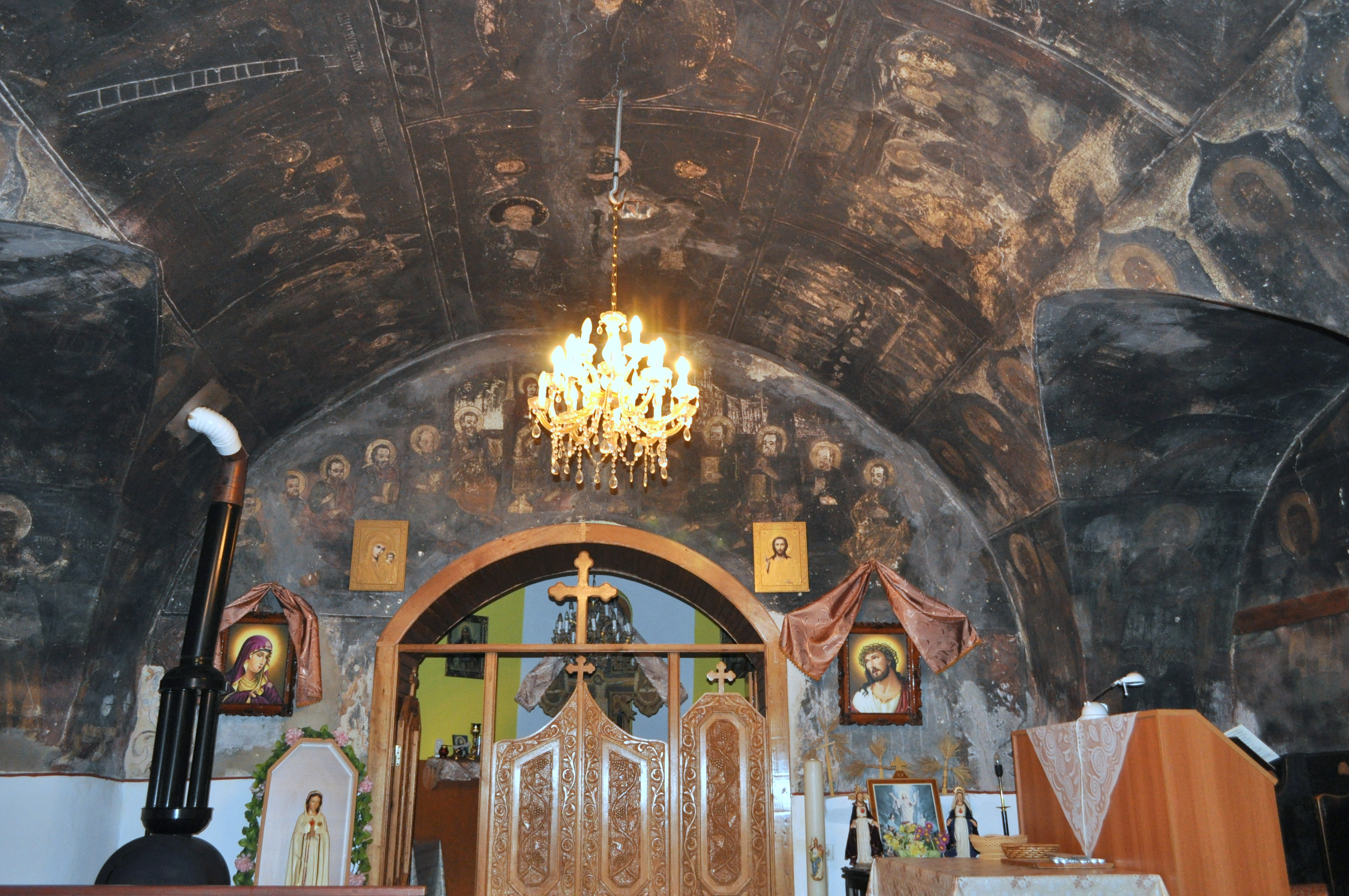